# Guàrdia Costanera dels Estats Units d'Amèrica
La Guàrdia Costanera dels Estats Units (en anglès: United States Coast Guard, USCG), és una branca de les Forces Armades dels Estats Units d'Amèrica i un dels seus 7 serveis uniformats. La Guàrdia de Costa és un servei militar marítim centrat en les taques de guàrdia costanera, si bé pot executar altres missions; a més, és l'únic cos entre les branques militars dels Estats Units que té una missió amb aplicació de la llei marítima (amb una jurisdicció tant en les aigües del país com en aigües internacionals). També hi ha una agència reguladora federal com a part del seu conjunt de missions. Opera sota el Department of Homeland Security durant temps de pau i es pot transferir al Department of the Navy pel President dels Estats Units en qualsevol moment i pel Congrés dels Estats Units durant temps de guerra.
Va ser fundada per Alexander Hamilton primer com Revenue Marine, i més tard com el Revenue Cutter Service el 4 d'agost de 1790. La guàrdia de Costa ha intervingut en tota les guerres on estava implicat el país des de 1790 fins a la Primera Guerra Mundial. Cap a 209 la Guàrdia de Costa comptava amb uns 42.000 homes i dones en servei actiu, 7.500 reservistes, 30.000 auxiliars (auxiliarists) i 7.700 empleats civils a temps complet.
La Guàrdia Costanera té competències en la seguretat marítima, la seguretat i l'administració de vaixells. Ha de fer complir la llei en la zona econòmica marina exclusiva de 3,4 milions de milles quadrades.
El lema de la Guàrdia de Costa és Semper Paratus (que en llatí vol dir "Sempre preparats").